# Nat Agar
Nathan Agar, noto come Nat Agar (Sheffield, 26 luglio 1888 – New York, 24 giugno 1978), è stato un calciatore, allenatore di calcio e dirigente sportivo inglese naturalizzato statunitense, di ruolo attaccante.
Fu fra i pionieri del calcio negli Stati Uniti, in cui ebbe un ruolo chiave nella creazione di organizzazioni e campionati nazionali.

## I primi anni
Emigrò agli inizi del Novecento dall'Inghilterra agli Stati Uniti, dove avrebbe lavorato come commercialista e revisore contabile. Nel 1904, all'età di 17 anni, fu tra i primi ad introdurre il calcio nella città di New York, e l'anno seguente fondò una delle prime squadre americana di cui si abbia notizia, il Critchleys di Coney Island. Sempre nel 1905 fu tra i fondatori della New York Amateur Association Football League, di cui fu anche eletto segretario. Ricoprì la carica fino al 1911, assommandole anche quella di Presidente nel 1910
Nel frattempo continuò a giocare, nonostante la frattura ad una gamba subita nel gennaio del 1909, e nel 1911 venne anche scelto per una selezione All-Star dello Stato di New York che sfidò la squadra inglese del Corinthian al Polo Grounds di fronte a 30.00 spettatori. Nel 1913 il Critchleys si sciolse, mentre nello stesso anno Agar ebbe un ruolo chiave nella fondazione della Federazione calcistica degli Stati Uniti d'America.
Dopo lo scioglimento del Critchleys le successive squadre note di Agar furono il New York Clan McDonald ed il Longfellows Svolse anche occasionalmente l'attività di arbitro

## Proprietario dei Brooklyn Wanderers
Nel 1922 aderì alla American Soccer League, la prima lega calcistica professionistica negli USA, fondata l'anno precedente. Vi iscrisse i Brooklyn Wanderers, squadra attiva già fin dall'inizio del secolo e di cui era diventato proprietario, che giocava le partite di casa ad Hawthorne Field (campo specificamente dedicato al calcio sempre di proprietà di Agar). Agar giocò anche alcune partite con la squadra nelle prime tre stagioni e la allenò direttamente fino al 1929. Fra il 1925 ed il 1926 ebbe anche occasione di allenare la Nazionale statunitense in tre amichevoli contro il Canada.
Intanto la American Soccer League si sviluppava sempre più e, grazie agli alti salari ed al buon livello di gioco, stava cominciando ad attirare alcuni importanti giocatori europei. Agar ebbe un ruolo chiave in questo processo: approfittando di un loro tour di amichevoli oltreoceano, nel 1926 incontrò i giocatori dell'Hakoah Vienna, squadra austriaca dalla forte identità ebraica che solo l'anno prima era riuscita a vincere il suo campionato, e ne convinse molti a rimanere negli USA per giocare nella sua squadra.
Questo stato di cose provocò l'ostilità delle Federazioni europee, e la FIFA minacciò persino di espellere la Federazione americana (USFA). Nel frattempo montava la tensione anche fra la American Soccer League, di cui Agar era ormai uno dei membri di spicco, e la Federazione: la causa era da ricercarsi nell'imposizione da parte di quest'ultima della partecipazione alla National Challenge Cup anche per i club della Lega, che invece la vedevano soltanto come uno sgradito aumento dei costi. La situazione esplose nel 1928: la maggior parte delle squadra della ASL si rifiutò definitivamente di abbandonare definitivamente la Coppa ed espulsero i pochi club fra loro che avevano deciso di iscriversi ugualmente, in disaccordo con la decisione della maggioranza. In risposta FIFA ed USFA ritirarono il patrocinio all'ASL, dichiarandola un campionato "illegale"..
I club della ASL non fecero passi indietro ed organizzarono comunque un loro campionato, a cui si unirono anche diverse squadre della Southern New York Soccer Association (di cui Agar era presidente). LA USFA organizzò un campionato concorrente, la Eastern Professional Soccer League. LA concorrenza fra le due leghe le danneggiò entrambe, tanto che finirono per riunirsi nel 1930. Ormai allontanatasi dall'interesse del pubblico, la ASL sopravvisse però soltanto altri due anni. I Brooklyn Wanderers di Agar non riuscirono mai a vincere un campionato, rimanendo una squadra di metà classifica per quasi tutta la storia della lega ed ottenendo come miglior risultato il secondo posto (per tre volte: 1928-29, Primavera 1931, Autunno 1932).

## Palmarès

### Allenatore

#### Competizioni nazionali
- International Soccer League: 1

Brooklyn Wanderers: 1926